# Patrick Harrington
Patrick Joseph Harrington SMA (ur. 12 września 1939 w Kimeague) – irlandzki duchowny katolicki posługujący w Kenii, biskup diecezji Lodwar w latach 2000-2011.

## Życiorys
Wstąpił do nowicjatu Stowarzyszenia Misji Afrykańskich i uczył się w zakonnym seminarium w Dromantine. Profesję zakonną złożył 16 czerwca 1964, zaś święcenia kapłańskie przyjął pół roku później. Był przełożonym generalnym stowarzyszenia przez dwie kadencje (1983-1995). Po zakończeniu ostatniej kadencji wyjechał do Kenii, gdzie był m.in. profesorem filozofii na miejscowych uczelniach.

### Episkopat
17 lutego 2000 został mianowany przez papieża Jana Pawła II biskupem diecezji Lodwar. Sakry biskupiej udzielił mu 20 marca tegoż roku kard. Jozef Tomko.
5 marca 2011 Benedykt XVI przyjął jego rezygnację z pełnionego urzędu.